# 小林裕介
小林 裕介（こばやし ゆうすけ、1985年3月25日 - ）は、日本の男性声優。東京都出身。ゆーりんプロ所属。

## 経歴
3歳から10歳までイギリスに住んでおり、帰国子女である。しかし英語はあまり喋れない。
中学時代、テレビアニメ『らんま1/2』に熱中していたが、その時に出演している声優たちがCDを出しているのを見て職業としての声優を知った。その繋がりで林原めぐみのラジオ『Tokyo Boogie Night』の公開録音、母が取ってくれた緒方恵美のトークショーに行っていた。もう一つが『新世紀エヴァンゲリオン』で、初めて行った声優のイベントが、前述の緒方のトークショーだった。その時に、暴走したエヴァンゲリオンを止めようとし、友人に重傷を負わせてしまった碇シンジの叫びを緒方が演るのを観て、鳥肌が立った。その時に生の演技の凄さを思い知り、職業としての声優を今まで以上に意識するようになった。当時は「眩しい職業だなぁ」という憧れはあったが、「自分でなってやろう」という意識はまったくなかった。
高校生時代、自転車通学中にアニメのセリフを叫びながら走る癖があり、それを友人に話した所「声優になれば?」と返された事が声優を志望するきっかけになった。親の反対が強かったが、会社退職時には声優やってみればと言われた。
大学の理工学部を卒業後、大手家電メーカーに就職し、群馬県でエアコンの開発を担当していたものの、日々の生活に物足りなさを感じて休日に歌のレッスンを受けるようになり、その講師が声優と縁のある職業であることを知った小林は「声優になりたかった」と語ったところ、講師に「興味があるならやった方がいい」と背中を押され、24歳の時に会社を退職し、アミューズメントメディア総合学院に入学する。2009年に専門学校のワークショップでの『VANGUARD』の吹き替えでデビュー。
2010年にアミューズメントメディア総合学院を卒業後、ゆーりんプロに所属。プロとしての初めての仕事は企業用ナレーション。以降、ナレーションの仕事を中心に活動。4年間の下積み時代を経て、2013年、テレビアニメ『とある科学の超電磁砲S』の小佐古俊一役で声優デビュー。2014年には、テレビアニメ『ウィッチクラフトワークス』多華宮仄役で初主演した。
2016年7月より声優の古川慎と共にパーソナリティを務めるラジオ『なんでもヒーロー! ゆっけとまーぼー』の放送を開始。
2017年、第11回声優アワードで新人男優賞を受賞。
2021年、2月19日、Crunchyroll Anime Awards 2021で、最優秀声優賞日本語部門を『Re:ゼロから始める異世界生活』（第2期）ナツキ・スバル 役にて受賞。
2016年3月27日、『下ネタという概念が存在しない退屈なラジオ』が第2回アニラジアワード「BEST SEXY RADIO えっちなラジオ賞」（新人部門）を受賞。
2019年3月15日、『小林裕介・石上静香のゆずらないラジオ』が第5回アニラジアワード「BEST SEXY RADIOえっちなラジオ賞」を受賞。
2020年3月6日、『超人高校生たちはゆずラジでも余裕で生き抜くようです!』が第6回アニラジアワード「BEST BENEFIT RADIO ためになるラジオ賞」を受賞。
2022年3月14日、『異種族レビュアーズ 食酒亭ラジオ』が第7回アニラジアワード「BEST SEXY RADIO えっちなラジオ賞」を受賞し、さらに『小林さんのラジオは9番目ぐらいを目指す』が「BEST CREATIVE RADIO 企画ラジオ賞」を受賞した。
2024年12月31日、自身のXアカウントにて同じく声優の内山夕実と結婚したことを報告した。

## 人物
趣味はダーツ、ハーバリウム、ボクシング、浴室の床に寝そべりながらシャワーに打たれること、ヨーヨー。特技は大学時代に4年間続けた空手、けん玉。
下積み時代はオーディションもほとんどなく、アニメの仕事は4年間でモブキャラクター1回だけだったという。そんな時に、手応えのあったオーディションで最後の3人まで残るも受からず、その役を同期の松岡禎丞が勝ち取っておりマネージャーから「裕介は今後厳しいかもね」と言われたことで挫折を味わい、アニメも一切観られなくなったという。それから1年以上腐っていたが、たまたま『ソードアート・オンライン』を観る機会があり、松岡が演じる主人公キリトの演技に感動し、松岡に負けてないという考えが思い上がりであったと悟り、「実力がないなら付けるしかない」ともう一度奮起出来たという。
初主演作品であるTVアニメ『ウィッチクラフトワークス』について、既に正規のオーディションが終了していたが、たまたま作品のスタッフと飲みの席がありヤケ酒をした小林が「僕はぁ、松岡なんかには負けませんよぅ?」と絡んでいたところ、「キミなんか面白いね。オーディション終わってるけどセリフ録音したテープ送って」と言われてそのまま合格した。
その後、小林が主演を務める『Re:ゼロから始める異世界生活』に松岡禎丞がペテルギウス役で参加することを香盤表で知った際には驚きと同時にアフレコが楽しみであったと語っており、収録では松岡の演技に圧倒され「はあ」というため息と感動に近い感情が湧いたという。反対に松岡からは小林の演技で引き出されたため感謝しかないと言われており、その共演で松岡との距離が一気に縮まりお互いを「禎丞」「裕介」と名前で呼び合いプライベートでよく飲みに行く間柄になっている。以前は松岡や同世代の男性声優に「負けたくない」という気持ちがあったが、現在ではお互いがそれぞれの方向で芝居をしているためそういう感情は無くなっており、オーディションで負けたとしても納得できるようになったという。
座右の銘としている言葉は、『失敗しても死にゃしない』。
プラネタリウムのナレーションを担当する事を夢としている。

## 出演
太字はメインキャラクター。

### テレビアニメ
2013年
- ゴールデンタイム（2013年 - 2014年、男子生徒A、生徒、高校生、美容師）
- ストライク・ザ・ブラッド（高清水）
- とある科学の超電磁砲S（小佐古俊一）
- ふたりはミルキィホームズ（男性）
- WHITE ALBUM2（実行委員A、男子生徒A）
- リトルバスターズ! 〜Refrain〜（生徒C）

2014年
- 暁のヨナ（スウォン）
- ウィッチクラフトワークス（多華宮仄）
- M3〜ソノ黒キ鋼〜（男子生徒B）
- 四月は君の嘘（相手選手、出場者）
- 白銀の意思 アルジェヴォルン（ヤマナミ・ツバサ）
- SHIROBAKO（平岡大輔、丸川〈回想〉、バディ）
- selector infected WIXOSS（紅林香月） - 2シリーズ
- まじもじるるも（桜井知葉）
- 龍ヶ嬢七々々の埋蔵金（真田弾）

2015年
- アルスラーン戦記（2015年 - 2016年、アルスラーン） - 2シリーズ
- カードファイト!! ヴァンガードG（ファイターB）
- 機動戦士ガンダム 鉄血のオルフェンズ（2015年 - 2016年、少年兵、カルタ親衛隊、メイル） - 2シリーズ
- GATE 自衛隊 彼の地にて、斯く戦えり（2015年 - 2016年、ノーマ・コ・イグルー、ヘルム・フレ・マイオ） - 2シリーズ
- Go!プリンセスプリキュア（平野ケンタ）
- コメット・ルシファー（ソウゴ・アマギ）
- 下ネタという概念が存在しない退屈な世界（奥間狸吉）
- Charlotte（男子生徒滝）
- 食戟のソーマ（2015年 - 2020年、丸井善二） - 6シリーズ
- ダンジョンに出会いを求めるのは間違っているだろうか（2015年 - 2025年、神C、仲間B、ヘグニ・ラグナール） - 2シリーズ
- To LOVEる -とらぶる- ダークネス 2nd（生徒A）

2016年
- Re:ゼロから始める異世界生活（2016年 - 2025年、ナツキ・スバル） - 5シリーズ / 2020年に第1期新編集版が放送
- ALL OUT!!（霧島関人）
- おしえて! ギャル子ちゃん（フツ男）
- クロムクロ（茅原純大）
- この美術部には問題がある!（内巻すばる）
- 斉木楠雄のΨ難（2016年 - 2018年、生徒B、生徒C、沢北幸輝） - 2シリーズ
- SHOW BY ROCK!!#（チタン）
- DAYS（平源一郎）
- ななにんのあやかし-ちみちみ魍魎!!現代物語-（幽）
- ブブキ・ブランキ（一希東） - 2シリーズ
- プリンス・オブ・ストライド オルタナティブ（獅子原馨）
- リルリルフェアリル シリーズ（2016年 - 2018年、風間優斗、らぎ、パイン、ヴァン先生、ウフ公爵、ジュリ） - 3シリーズ

2017年
- 風夏（榛名優）
- 亜人ちゃんは語りたい（佐竹裕介）
- ハンドシェイカー（トモキ / 橘友樹）
- クズの本懐（寺内タクヤ）
- 幼女戦記（グランツ）
- 南鎌倉高校女子自転車部（ユニコーン）
- サクラクエスト（緑川浩介）
- Fate/Apocrypha（カウレス・フォルヴェッジ・ユグドミレニア）
- DIVE!!（吉田幸也）
- ゲーマーズ!（篠原）
- 戦刻ナイトブラッド（森蘭丸）
- DYNAMIC CHORD（五十嵐八雲）
- 妹さえいればいい。（羽島伊月、月子・ミッドフィールド）

2018年
- 博多豚骨ラーメンズ（斉藤）
- キリングバイツ（矢部正太 / ゴリラ）
- 七つの大罪 シリーズ（2018年 - 2021年、グロキシニア） - 3シリーズ
- gdメン gdgd men's party（アルファ、天の声、ぴらっちょそーど）
- BORUTO-ボルト- NARUTO NEXT GENERATIONS（リョウギ）
- 続 刀剣乱舞-花丸-（信濃藤四郎）
- ガンダムビルドダイバーズ（ミカミ・リク）
- パズドラ（2018年 - 2025年、松原龍二）
- 3D彼女 リアルガール（2018年 - 2019年、五十嵐千夏）- 2シリーズ
- 覇穹 封神演義（雷震子）
- アンゴルモア 元寇合戦記（導円）
- 天狼 Sirius the Jaeger（フィリップ）
- ゆらぎ荘の幽奈さん（泰久）
- キャプテン翼（第4作）（2018年 - 2024年、早田誠） - 2シリーズ
- メルクストーリア -無気力少年と瓶の中の少女-（ルチアーノ）
- ツルネ シリーズ（2018年 - 2023年、菅原千一） - 2シリーズ
- はたらく細胞（2018年 - 2021年、一般細胞1、一般細胞） - 特別編 + 1シリーズ

2019年
- モブサイコ100 シリーズ（2019年 - 2022年、峯岸） - 2シリーズ
- 賢者の孫（シン＝ウォルフォード）
- なむあみだ仏っ!-蓮台 UTENA-（阿閦如来）
- 異世界かるてっと（2019年 - 2020年、スバル、グランツ） - 2シリーズ
- なんでここに先生が!?（田中甲）
- Dr.STONE（2019年 - 2025年、石神千空） - 6シリーズ + 特別編
- 胡蝶綺 〜若き信長〜（織田信長〈吉法師〉）
- 炎炎ノ消防隊（2019年 - 2025年、アーサー・ボイル） - 3シリーズ
- ロード・エルメロイII世の事件簿 -魔眼蒐集列車 Grace note-（2019年 - 2021年、カウレス・フォルヴェッジ） - 1シリーズ + 特別編
- 超人高校生たちは異世界でも余裕で生き抜くようです!（御子神司）
- 星合の空（月ノ瀬直央）

2020年
- ダーウィンズゲーム（須藤要）
- 魔術士オーフェンはぐれ旅（2020年 - 2023年、マジク・リン） - 4シリーズ
- 異種族レビュアーズ（ゼル）
- 映像研には手を出すな!（ロボット研究部 小林）
- ミュークルドリーミー（2020年 - 2022年、南川朝陽） - 2シリーズ
- 遊☆戯☆王SEVENS（2020年 - 2022年、カイゾー〈改造ドローン〉）
- ムヒョとロージーの魔法律相談事務所（五嶺陀羅尼丸）
- あひるの空（峯田圭介）
- キミと僕の最後の戦場、あるいは世界が始まる聖戦（2020年 - 2025年、イスカ） - 2シリーズ

2021年
- SHOW BY ROCK!! STARS!!（チタン）
- 無職転生 〜異世界行ったら本気だす〜（ロイン・ミグルディア） - 2シリーズ
- アイ★チュウ（夜鶴黒羽）
- ひげを剃る。そして女子高生を拾う。（橋本）
- 聖女の魔力は万能です（2021年 - 2023年、ユーリ・ドレヴェス） - 2シリーズ
- 現実主義勇者の王国再建記（2021年 - 2022年、ソーマ・カズヤ） - 2シリーズ
- 転生したらスライムだった件（2021年 - 2024年、ディーノ） - 2シリーズ
- 大正オトメ御伽話（志磨珠彦）
- 名探偵コナン（2021年 - 2023年、小森ヒカル、警官）

2022年
- 恋は世界征服のあとで（相川不動〈レッドジェラート〉）
- 社畜さんは幼女幽霊に癒されたい。（今週の「可愛い。」担当）
- 咲う アルスノトリア すんっ!（クリストッフェル・デジデリウス）
- うたわれるもの 二人の白皇（イタク）
- VAZZROCK THE ANIMATION（吉良凰香）
- BLEACH 千年血戦篇（ロイド・ロイド）
- 遊☆戯☆王ゴーラッシュ!!（2022年 - 2024年、カイゾー）

2023年
- 人間不信の冒険者たちが世界を救うようです（ニック）
- メガトン級ムサシ（外山小次郎）
- イジらないで、長瀞さん 2nd Attack（高尾）
- 文豪ストレイドッグス（青年兵）
- テクノロイド オーバーマインド（片目のリッツ9号）
- 地獄楽（2023年 - 2026年、山田浅ェ門典坐） - 2シリーズ
- 山田くんとLv999の恋をする（岡本武明）
- ゴールデンカムイ（高木智春）
- SYNDUALITY Noir（2023年 - 2024年、トキオ、リヒト） - 2シリーズ
- 好きな子がめがねを忘れた（八坂智）
- Paradox Live THE ANIMATION（矢戸乃上珂波汰）
- ひきこまり吸血姫の悶々（ヨハン・ヘルダース）
- BEYBLADE X（2023年 - 2025年、不死原バーン）

2024年
- スナックバス江（ジャージの男）
- 魔王の俺が奴隷エルフを嫁にしたんだが、どう愛でればいい?（ザガン）
- 戦隊大失格（2024年 - 2025年、戦闘員D） - 2シリーズ
- 黒執事 -寄宿学校編-（デリック・アーデン）
- Re:Monster（ルーク）
- 【推しの子】（鴨志田朔夜）
- 負けヒロインが多すぎる!（玉木慎太郎）
- デリコズ・ナーサリー（ラファエロ・デリコ〈青年期〉）

2025年
- 日本へようこそエルフさん。（北瀬一廣 / カズヒホ）
- ババンババンバンバンパイア（立野李仁）
- ロックは淑女の嗜みでして（ナオト）
- ホテル・インヒューマンズ（星生朗）

### 劇場アニメ
2010年代
- 劇場版selector destructed WIXOSS（2016年、紅林香月）
- 劇場版 幼女戦記（2019年、ヴォーレン・グランツ）

2020年代
- 劇場版 SHIROBAKO（2020年、平岡大輔）
- 復興応援 政宗ダテニクル 合体版＋（2021年、片倉小十郎景綱）
- 名探偵コナン 緋色の弾丸（2021年、ホテルマン 他）
- 劇場版 異世界かるてっと 〜あなざーわーるど〜（2022年、スバル、グランツ）
- 劇場版ツルネ -はじまりの一射-（2022年、菅原千一）
- 劇場版 ソードアート・オンライン -プログレッシブ- 冥き夕闇のスケルツォ（2022年、モルテ）
- 「おしりたんてい コズミックフロント」～コズっとなぞとき! うちゅうのおおどろぼう～（2023年、明日太郎）
- 僕のヒーローアカデミア THE MOVIE ユアネクスト（2024年、パウロ・ゴリーニ）

### OVA
- ノゾ×キミ（2014年、須賀キミオ[134]） - コミックス第4 - 6巻DVD付き限定版
- 食戟のソーマ（2016年、丸井善二）- コミックス第18巻DVD付き限定版
- おしえて！ギャル子ちゃん OAD「夏休みって本当ですか？」（2017年、後輩くん）- コミックス第4巻OAD付き特装版
- テラフォーマーズ（2018年、斉藤翔[135]） - コミックス第21巻アニメDVD同梱版
- ヤリチン☆ビッチ部（2018年、遠野高志[136]）- コミックス第3巻DVD付き限定版
- Re:ゼロから始める異世界生活シリーズ（2018年 - 2019年、ナツキ・スバル[137][138]） - 2作品[一覧 31]
- 本好きの下剋上 第14.5章：外伝第一章＆第二章（2020年、エックハルト[139]）
- マスク男子は恋したくないのに（2023年、佐山圭悟[140]） - コミックス第4巻OAD付き特装版

### Webアニメ
2010年代
- こぴはん（2011年、ナレーションB）
- モンスターストライク（2015年、焔レン、アラウィン）
- 政宗ダテニクル（2016年、片倉小十郎景綱）
- A.I.C.O. Incarnation（2018年、神崎雄哉）
- ファイトリーグ ギア・ガジェット・ジェネレーターズ（2019年、ヴィブラ）
- 斉木楠雄のΨ難 Ψ始動編（2019年、沢北）

2020年代
- ガンダムビルドダイバーズRe:RISE（2020年、ミカミ・リク）
- ヘタリア World★Stars（2021年、スロバキア）
- しんでゅありてぃ科学講座（2023年、トキオ）
- ガンダムビルドメタバース（2023年、リク）

### ゲーム
2010年
- 恋と選挙とチョコレート

2011年
- 水月 弐

2014年
- 戦国X

2015年
- アルスラーン戦記×無双（アルスラーン）
- ガーディアンズ・ヴァイオレーション（シグルド・リベルタス）
- 三国志パズル大戦（陸抗）
- 食戟のソーマ 友情と絆の一皿（丸井善二）
- 白猫プロジェクト（セルジュ・ラングレイ）
- SWEET CLOWN 〜午前三時のオカシな道化師〜（真井知己）
- DYNAMIC CHORD feat.KYOHSO（五十嵐八雲）
- ねんしょう！ for Girls（玖条恣伸）
- バンドやろうぜ!（藤堂美郷）
- プリンス・オブ・ストライド（新飯田輝実、獅子原馨）

2016年
- アイ★チュウ（夜鶴黒羽）
- 茜さすセカイでキミと詠う（竹中半兵衛）
- アカシックリコード（ヴァンデミック・ドラキュリア）
- アルスラーン戦記 戦士の資格（アルスラーン）
- イケメン王宮◆真夜中のシンデレラ（ユーリ＝ノルベルト）
- イケメン幕末◆運命の恋（沖田総司）
- うたわれるもの 二人の白皇（イタク）
- APRIL（ジューン）
- オルタンシア・サーガ -蒼の騎士団-（アルスラーン）
- カードファイト!! ヴァンガードG ストライド トゥ ビクトリー!!（和泉ケイスケ）
- クイズRPG 魔法使いと黒猫のウィズ（イケル・ロートレック、ラティオ・アストルム)
- 刀剣乱舞-ONLINE-（信濃藤四郎）
- トラウマ*トラウム 翠眼の人形（ラインハルト・ヴェルナー）
- なむあみだ仏っ!（阿閦如来）
- VALKYRIE ANATOMIA -THE ORIGIN-（ロキ）
- Heaven×Inferno（ミカエル）
- 夢王国と眠れる100人の王子様（アマノ）
- サウザンドメモリーズ（ギスケ、セイラン）
- 三国志ものがたり（法正）
- クルセイダークエスト（レオン）

2017年
- 花朧 〜戦国伝乱奇〜（徳川家康）
- 征戦!エクスカリバー（カエサル）
- 無双☆スターズ（オプーナ）
- Re:ゼロから始める異世界生活 -DEATH OR KISS-（ナツキ・スバル）　
- コード・オブ・ジョーカー EDGE（赤羽猛）
- 戦刻ナイトブラッド（森蘭丸）
- キャプテン翼 〜たたかえドリームチーム〜（岸田猛、ロペス）
- SHOW BY ROCK!!（チタン）
- 耽美喫茶（花宮ヒカル、ルキウス）
- リネージュ2 レボリューション（ヒューマン）
- スターオーシャン:アナムネシス（ラスウェル）
- ファイナルファンタジー ブレイブエクスヴィアス（ラスウェル）
- グランブルーファンタジー（2017年 - 2024年、コウ、ザ・ハングドマン）
- REDSTONE2（プリースト）
- メギド72（ガブリエル）
- パシャ★モン（シン、ポチ）

2018年
- D×2 真・女神転生 リベレーション（布施太郎 / メガキン）
- CARAVAN STORIES（アンダリオ、アーサー・ボイル）
- WarLocksZ（アーロ、黒羽）
- DREAM!ing（白華時雨）
- 謀り姫（主人公・男）
- ワールドエンドヒーローズ（霧谷柊）
- アニドルカラーズ（万智綾太）
- 夢間集（リョク、浮生剣）

2019年
- プリンセスコネクト！Re:Dive（ナツキ・スバル）
- ファイアーエムブレム 風花雪月（主人公）
- ファイアーエムブレム ヒーローズ（2019年 - 2025年、ベレト、エルク）
- ブラックスター -Theater Starless-（銀星）
- revisions next stage（橘圭太）

2020年
- 侍魂オンライン-朧月伝-（海闘）
- 大乱闘スマッシュブラザーズ SPECIAL（ベレト） - DLC追加キャラクター
- SHOW BY ROCK!! Fes A Live（チタン）
- 華麗なる宮廷の女たち（太子・誠親王）
- DAIROKU: AYAKASHIMORI（比良）
- モンスターストライク（2020年 - 2024年、アラウィン、グロキシニア、石神千空、ナツキ・スバル、アーサー・ボイル）
- LYN: The Lightbringer（ジン）
- OCTOPATH TRAVELER 大陸の覇者（プロメ）
- 機動戦士ガンダム エクストリームバーサス2（2020年 - 2025年、ミカミ・リク） - 4作品
- キャプテン翼 RISE OF NEW CHAMPIONS（早田誠）
- Re:ゼロから始める異世界生活 Lost in Memories（ナツキ・スバル）
- 聖闘士星矢 ライジングコスモ（セイレーン・ソレント、暗黒スワン）
- グランドサマナーズ（ナツキ・スバル）
- 文豪とアルケミスト（山田美妙）
- 誰ガ為のアルケミスト（ナツキ・スバル）
- この素晴らしい世界に祝福を！ファンタスティックデイズ（ナツキ・スバル）
- Re;quartz零度（ユニ）
- ALTDEUS: Beyond Chronos（ヤマト アマナギ）
- 幼女戦記 魔導師斯く戦えり（ヴォーレン・グランツ）
- 食物語（2020年 - 2023年、風生水起、正定八大碗）

2021年
- 幕末維新 天翔ける恋（桂小五郎）
- Re:ゼロから始める異世界生活 偽りの王選候補（ナツキ・スバル）
- フィギュアストーリー（明智光秀、カミュ、倉田竜馬）
- 共闘ことばRPG コトダマン（2021年 - 2022年、ボウラボォ、せい龍じん玄、アーサー・ボイル）
- Re:ゼロから始める異世界生活 禁書と謎の精霊（スバル）
- うたわれるもの斬2（イタク）
- 異世界かるてっと 〜激突! ぱずるすくーる〜（スバル）
- 君は雪間に希う（篁智成）
- ぷよぷよ!!クエスト（ナツキ・スバル）
- 崩壊3rd（千劫）
- Re;quartz零度（ユニ）
- 白夜極光（フェラール）
- バースセイバー（キシリエ）
- 機動戦士ガンダム バトルオペレーション Code Fairy（ジオン兵A）
- ウインドボーイズ！（飯塚ミナト）
- グランサガ（ヘクター）
- タロット男子 〜22人の見習い占い師〜（サーティーン・グリムリーパー）

2022年
- 夢職人と忘れじの黒い妖精（アレックス）
- &0（空田圭介）
- ファイアーエムブレム無双 風花雪月（灰色の悪魔）
- みんなで早押しクイズ（一ノ瀬トウマ）
- エターナルツリー（ブラウリオ）
- モリノファンタジー：世界樹の伝説（戦士）
- ディスクロニア:クロノスオルタネイト（アッシュ・シェパード）
- 魔法使いの夜（静希草十郎）
- 無期迷途（澈）
- アークナイツ（ルーメン）
- BLACK STELLA PTOLOMEA（飛比トキオ）

2023年
- ファイアーエムブレム エンゲージ（ベレト）
- エリオスライジングヒーローズ（セイジ・スカイフォール）
- アルケランド（カビール）
- ミステリーレコード（主人公）
- テミラーナ国の強運姫と悲運騎士団（トビアス）
- 機動戦士ガンダム アーセナルベース（リク）
- イースX -NORDICS-（グレン・ベルジュ）
- ネバーアフター〜逆転メルヘン〜（主人公・ナイト）
- ダークテイルズ〜鏡と狂い姫〜（ロミオ）

2024年
- 恋と深空（セイヤ）
- ファイナルファンタジーVII リバース
- 泡沫のユークロニア（雨月）
- 廻らぬ星のステラリウム（ユージン･グレイ）
- Fate/Grand Order（静希草十郎）
- スターリーピングストーリー（謎の科学者）
- ブレイクマイケース（恩田灯世）
- ロマンシング サガ2 リベンジオブザセブン（ジェラール）
- エンバーストーリア（リアム）
- 妖怪ウォッチ ぷにぷに（スバル）
- HAPPY SAIN† SHEOL 〜亡者少女マヤ〜（ベリアル）

2025年
- 龍の国 ルーンファクトリー（イカルガ）
- ペルソナ5: The Phantom X（黒谷清）
- 勿ノ怪契リ（芦屋総佑）

### ドラマCD
- 暁のヨナ（スウォン）「ヨナ始」※「花とゆめ」 2014年19号付録
- 擬人化シンドローム（2015年、シャーペン[248]）
- 妹さえいればいい。（羽島伊月[249]）※ドラマCD付き限定特装版
- 幻妖綺～狼ノ宝モノ～ 清一郎（2017年、光一郎[250]）
- うちの娘の為ならば、俺はもしかしたら魔王も倒せるかもしれない。（デイル・レキ[251]）
- 乙女ゲー世界はモブに厳しい世界です（リオン[252]） - 小説第6巻ドラマCD付き限定版及びドラマCD+シナリオブック付特装版
- 俺んちのメイドさん ドラマCD（上木崎タカオミ[253]）
- 鬼滅の刃（2019年、ハルオ[254]）※BD&DVD第1巻のオリジナルドラマCD
- 君には届かない。（カケル（芦屋架）[255]） - 月刊コミックジーン2020年1月号付録
- 今日から俺はロリのヒモ!（天堂ハル[256]）
- ざるそば（かわいい）（笹岡光太郎[257]）
- 小公女セーラ物語
- 超人高校生たちは異世界でも余裕で生き抜くようです!（御子神司[258]） - 単行本第7巻ドラマCD付き限定特装版
- 転生王女は今日も旗を叩き折る 0（ルッツ[259]）
- 七人の妖（幽[260]）
- 忍者警察
- Paradox Live（矢戸乃上珂波汰 [261]）
- 異世界のんびり農家（ヒラク）- 小説第10巻ドラマCD付き特装版
- 神様がうそをつく。（七尾なつる[262]）
- 本好きの下剋上 ドラマCD4、5、7、8、9、10（エックハルト[263][264][265][266][267][268]、ケントリプス[264]）
- 神様がうそをつく。（2021年、七尾なつる[269]） - 同人作品[270]

### BLCD
2016年
- 好きで、好きで（穂木啓）
  - 好きで、好きで 小説ディアプラス2016ハル付録CD

- いただきます、ごちそうさま（陸）
- 木嶋くんのキケンな学園祭（鬼島豪太郎）※ドラマCD付きアニメイト限定セット
- ヤリチン☆ビッチ部　シリーズ（2016年-2023年、遠野高志）
  - ヤリチン☆ビッチ部1
  - ヤリチン☆ビッチ部2
  - ヤリチン☆ビッチ部3
  - ヤリチン☆ビッチ部ミニドラマCD ルチル連動フェア
  - ヤリチン☆ビッチ部4
  - ヤリチン☆ビッチ部5

- きこえる?（桜橋樹）
- インモラル・トライアングル Case.1 ご家庭・トライアングル（篠崎真白）
- 僕らの恋と青春のすべて case：02 同級生の僕ら（2016年-2019年、伊礼誠）
  - 僕らの恋と青春のすべて case：02 同級生の僕ら 特装版 CD付

2017年
- 泥中の蓮（橘秋生）
- 3分インスタントの沈黙（秋）
- グルメのふくらみ（ムサシ）
- 好物はいちばんさいごに腹のなか（2017年-2018年、錆多田カズイ）
  - 好物はこっそりかくして腹の中

- 暫定ボーイフレンド（秋月湊）

2018年
- 彼らの恋の行方をただひたすらに見守るCD「男子高校生、はじめての」シリーズ（2018年-2020年、江純瑞祈）
  - 〜第8弾 不釣り合いな恋の解釈〜
  - 〜Summer vacation 2018〜
  - 3rd after Disc 〜Dear〜
  - オールコンビネーションCD vol.3

- 狂い鳴くのは僕の番;β　シリーズ（2018年-2021年、雀部澄斗）
  - 狂い鳴くのは僕の番;β
  - 狂い鳴くのは僕の番;β 2
  - 狂い鳴くのは僕の番;β 3

- カッコウの夢（白鳥尋）
- あいとまこと（法月斗和）

2019年
- 君には届かない（2019年ー2021年、カケル）※ジーン付録オリジナルドラマCD
  - 君には届かない　製品版

2020年
- 少年の境界（倫）

2021年
- マスク男子は恋したくないのに（2021年－2024年、佐山）
  - マスク男子は恋したくないのに2
  - マスク男子は恋したくないのに3

2022年
- タカラのびいどろ（中野大進）

2023年
- pop one's cherry（東雲出雲）

2024年
- 好きにさせてみせるから！ 3rd step 特装版CD付（佐木山瞬）

### シチュエーションCD
- Private Tactics（イン・クレーフェルト[281]）
- ディア♥ヴォーカリスト（KAITO〈カイト〉[282]）

### ラジオドラマ
※はWebラジオ番組。
- 「紅魔闘伝」L-boom公式ラジオ（2018年※、紅[283]）

### オーディオドラマ
- 聴くジャン! 彼方のアストラ（2016年、カナタ・ホシジマ[284]）
- パラミリタリ・カンパニー 萌える侵略者（2017年、阿倍野晴克[285]）
- A-KOE ゆら心霊相談所（2018年、秋都尊[286]）
- キミと僕の最後の戦場、あるいは世界が始まる聖戦（2018年、イスカ[287]）
- 秘密アパート、入居者募集してません! 宇井拓真篇（2019年、宇井拓真[288]）
- 想い、冬空メルト。〜reply〜（2023年、伏水翠）
- 犬派になって、黒田さん！（2023年、高梨彰人、黒田剛臣）
- 「嘘つきは姫君のはじまり」～ひみつの乳姉妹～（2023年、源真幸）
- お出かけ先は異世界ですか?（2024年、バルクライ[289][290]）
- Sweetfull Days～甘すぎるから少しだけ～ 朝日奈祐生（2024年、朝日奈祐生[291]）

### デジタルコミック
- 25歳処女、7歳年下の男子高校生と同棲します!?（2019年、新名由貴[292]）
- 乙女ゲー世界はモブに厳しい世界です（2020年、リオン[293]）
- アキトはカードを引くようです（2020年、アキト[294]）
- ブラッド・ドゥーム（2021年、柊シュウ[295]）
- 異世界に転生したら投資を勧められた件（2021年、緑川優人[296]）
- キング様のいちばん星（2021年、一氏大雅[297]）
- 好きにさせてみせるから！（2022年、佐々山瞬[298]）
- 地球の子（2022年、佐和田令助[299]）
- 妹が推しすぎる!（2022年、山田実（兄）[300]）
- 地獄くらやみ花もなき（2023年、遠野青児[301][302]）
- イチゴーキ！！操縦中（2023年、一剛木改[303]）
- サラマンドラの囚神（2023年、ノイチ[304]）
- おい、外れスキルだと思われていた《チートコード操作》が化け物すぎるんだが。（2023年、アリオス[305]）
- 極捜 -GOKUSOU-（2024年、葉月[306]）
- ボイスコミックライブ 公演B「クセつよ男子特集」（2024年[307][308]）
  - みにあまる彼氏（日下部春希）
  - 月のお気に召すまま（滝島月）

### オーディオブック
- かがみの孤城（2019年、マサムネ）
- 変な家（2022年、朗読、雨穴）
  - 変な家２　〜11の間取り図〜（2024年、朗読）
- 変な絵（2023年、朗読）
- 怪人デスマーチの退転（2023年、朗読）

### 吹き替え

#### 映画
- キングダム・ソード 始皇帝の双剣（韓絶）
- サマー・オブ・84（デイビー〈グラハム・バーシャー〉）
- スウィート17モンスター（アーウィン）
- 霊幻道士 こちらキョンシー退治局（チュン・チョンティン）

#### ドラマ
- VANGUARD
- ナイトシフト2 真夜中の救命医（デビン・ローソン）
- マラソンガール

#### アニメ
- ポラリス（2015年、ジェームズ[309]）
  - ポラリス2 -ルシアと流れ星の秘密-（2019年、ジェームズ[310]）
- トイ・ガーディアン（2020年、ミニタイガー[311]）
- みつばちマーヤの大冒険（フィリップ[312]）
  - みつばちマーヤの大冒険2 ハニー・ゲーム
- パシフィック・リム: 暗黒の大陸（テイラー･トラヴィス[313]）

### ラジオ
※はインターネット配信。
- 暁のヨナ〜高華王国ラジオ〜（2014年 - 2015年、音泉※）
- アルスラーン戦記〜ラジオ・ヤシャスィーン!（2015年、音泉※[314]）
- 下ネタという概念が存在しない退屈なラジオ（2015年[315]、アニメイトTV※）
- MAN TWO MONTH RADIO 小林裕介のStarry Night（2015年、AG-ON※・超!A&G+※[316]）
- ブブキ・ブランキ -心と右手をつなぐラジオ-（2015年 - 2016年、HiBiKi Radio Station※[317]）
- アルスラーン戦記 風塵乱舞〜ラジオ・ヤシャスィーン!（2016年、音泉※[318]）
- この美術部ラジオには問題がある! 〜アトリエこの美！〜（2016年、アニメイトタイムズ※[319]）
- なんでもヒーロー!ゆっけとまーぼー（2016年 - 、ニコニコ動画シーサイドチャンネル※）[320]
- 小林裕介・石上静香のゆずらないラジオ（2018年 - 、FRESH! 響チャンネル※）[321]
- 異種族レビュアーズ 食酒亭ラジオ（2020年、音泉※）[322]
- 小林裕介と雨宮天のキミ戦RADIO（2020年 - 、音泉※）[323]
- 小林さんのラジオは9番目ぐらいを目指す（2020年、音泉※）[324]
- 『現実主義言者の王国再声記 HOW A REALIST PERSONALITY RADIO THE KINGDOM 〜現国ラジオ〜』（2021年 - 、アニメ公式サイト内、YouTube「KING AMUSEMENT CREATIVE」公式チャンネル※）[325]
- 大正オトメ御伽ラヂオ（2021年 - 、音泉※）[326]
- 特別番組、第7回 小林裕介と小原好美のアニラジアワード・グランプリ！（2022年2月3日、ラジオ大阪・超!A&G+・音泉・響・アニラジアワード公式チャンネル(niconico)※ 2月4日）[327]
- 小林裕介と上村祐翔のふたラジ!!（2022年 - 、超!A&G+）[328]

### ラジオCD
- ラジオCD「暁のヨナ〜高華王国ラジオ〜」Vol.1・2
- ラジオCD「アルスラーン戦記〜ラジオ・ヤシャスィーン!」Vol.1 - 3
- ラジオCD「下ネタという概念が存在しない退屈なラジオ」
- ラジオCD「ブブキ・ブランキ -心と右手をつなぐラジオ-」Vol.1

### VP
- アマノ株式会社
- プロコンビニ

### ナレーション
- アニメマシテ（テレビ東京、2016年5月）
- ペットとともに!
- ちょっと道草 in 横浜
- クイック
- 横浜水道局
- SSRポータルサイト
- 渋谷音楽祭
- ENEOS 〜新カード編〜（キャラボイス）
- 大塚商会（キャラボイス）
- ガンダムビルドダイバーズ特別編 夏だ!ガンプラバトルにダイブ!（テレビ東京、2018年7月：ミカミ・リクの声）
- 何と言われようとも、僕はただの宮廷司書です。PV（2021年12月）[329]

### テレビ番組
※はインターネット配信。
- 声優男子ですが…?（2015年 - 2017年、ファミリー劇場[330]） - 3シリーズ[一覧 33]

### 舞台
- アフレコライブ「ハードル」
- いつか青空〜ヨコハマゲイシャガール〜（算段の清兵衛）（2012年7月21日 - 24日公演）
- STAY STRONG JAPAN
- GHETTO（リンゲ（治安警察））（2013年7月4日 - 7日公演）
- ひと夏のアクエリオン（ライハの声[331]）（2015年7月24日公演）
- みつあみの神様（朗読[332]）（2015年10月24日 - 25日公演）
- 朗読劇「シアトリカル・ライブ版『義経千本桜』」（藤原泰衡[333]）（2017年5月27日 - 28日公演）
- リーディングシアターVol.2「RAMPO in the DARK『断崖』『百面相役者』『お勢登場』」（2021年6月13日公演）[334]
- KIRAKIRA VOICE LAND VOL.33 Reading Cinema 2021 Summer Sunday Special「LOVE×LETTERS」（大地[335]）（2021年8月1日公演）
- 朗読劇「彼女が好きなものはホモであって僕ではない」（安藤純）（2021年9月5日公演）
- 朗読劇「いつもポケットにショパン」（2022年1月23日公演[336]）
- 朗読劇『ドリアン・グレイの肖像』
- 江戸川乱歩朗読劇「幻調乱歩大系」（2025年3月6日 - 9日公演予定[337]）
- Reading Concert「Express」2025（2025年5月3日公演予定、シアター1010）[338]

### パチンコ・パチスロ
- パチスロ ウィッチクラフトワークス（2016年、多華宮仄[339]）
- P SHOW BY ROCK!!（2019年、チタン）
- パチスロ Re:ゼロから始める異世界生活（2019年、ナツキ・スバル[340]）
- Re:ゼロから始める異世界生活 Apex Vacation（2021年、ナツキ・スバル）
- スロット Re:ゼロから始める異世界生活 season2（2024年、ナツキ・スバル）
- P Re:ゼロから始める異世界生活 M06（2021年、ナツキ・スバル）
- P Re:ゼロから始める異世界生活 鬼がかりVer.（2022年、ナツキ・スバル）
- e Re:ゼロから始める異世界生活 season2（2023年、ナツキ・スバル）

### その他コンテンツ
- シチュエーションカレシ「妖かしカレシ」（2015年、きつね・たぬき）
- 「伊達なトレインプロジェクト」ご当地アニメ政宗ダテニクルラッピング列車出発式（2016年）[341]
- 「夜間学校の裏先生」プロモーションムービー（2016年、児玉先生[342]）
- フルダイブノベル「Innocent Forest -灯の鳥-」（2017年、ケイ[343][344]）
- フルダイブノベル「Innocent Forest 2 -空の寝台-」（2017年、ハウザー[345][344]）
- 浅草鬼嫁日記 特別ショートムービー「浅草鬼嫁ぶらり旅」（2019年、継見由理彦[346]）
- ようこそ妄想営業部へ❤ Season1（2019年、小林ユースケ）
- 異世界のんびり農家 購入特典ボイスカード（2020年、ヒラク[347]）
- ボイレピ♪ 朝ごはん #15 小林裕介さんの声で作る「ベトナム風サンドウィッチ バインミー」（2021年）[348]
- イリオス PV（2022年、亀山パリス[349]）
- 世界探偵局 The Global Eye System（2022年、水守清貴[350]）
- 初×婚 スペシャルムービー（2023年、倉下初[351]）
- 朗読劇「ロミオとジュリエット愛の物語」（2023年、ロミオ[352]）
- 補講男子（2024年、藤代晴仁[353]）

## ディスコグラフィ

### キャラクターソング
| 発売日   | 商品名                                                                                  | 歌 | 楽曲                                                                                               | 備考 |
| 2014年   | 2014年                                                                                  | 2014年 | 2014年                                                                                             | 2014年 |
| -------- | --------------------------------------------------------------------------------------- | --- | -------------------------------------------------------------------------------------------------- | --- |
| 7月23日  | ウィッチクラフトワークス キャラクターソングアルバム                                     | 多華宮霞（茅野愛衣）、多華宮仄（小林裕介） | 「兄とルンルン♪ - Sister's Love」                                                                  | テレビアニメ『ウィッチクラフトワークス』関連曲                                                                |
| 7月23日  | ウィッチクラフトワークス キャラクターソングアルバム                                     | 摩訶ロン（茅野愛衣）、ウサ騎紙、多華宮仄（小林裕介）、火々里綾火（瀬戸麻沙美） | 「WCW タイトル決定戦！ウサ騎紙vs摩訶ロン 冬月コロシアムノールール巨大化デスマッチ 〜Max Object〜」 | テレビアニメ『ウィッチクラフトワークス』関連曲                                                                |
| 2015年   |                                                                                         | | | |
| 7月8日   | B地区戦隊SOX                                                                            | SOX | 「B地区戦隊SOX」                                                                                   | テレビアニメ『下ネタという概念が存在しない退屈な世界』オープニングテーマ                                      |
| 7月8日   | B地区戦隊SOX                                                                            | SOX | 「花筵」                                                                                           | テレビアニメ『下ネタという概念が存在しない退屈な世界』関連曲                                                  |
| 9月30日  | 下ネタという概念が存在しない退屈な世界 BD・DVD第2巻特典CD                               | 奥間狸吉（小林裕介） | 「妄想テク！ No break!」                                                                           | テレビアニメ『下ネタという概念が存在しない退屈な世界』関連曲                                                  |
| 12月18日 | アルスラーン戦記 BD・DVD第6巻特典CD                                                     | アルスラーン（小林裕介） | 「風導 - kazeshirube -」                                                                           | テレビアニメ『アルスラーン戦記』関連曲                                                                        |
| 12月23日 | 下ネタという概念が存在しない退屈な世界 BD・DVD第5巻特典CD                               | 奥間狸吉（小林裕介）、轟力雷樹（三宅健太） | 「僕のバナナまで嫌いにならないで下さい（家でゲーム中）」                                           | テレビアニメ『下ネタという概念が存在しない退屈な世界』関連曲                                                  |
| 2016年   |                                                                                         | | | |
| 9月21日  | SHOW BY ROCK!! BEST Vol.2                                                               | ARCAREAFACT［チタン（小林裕介）］ | 「ステイリアル」                                                                                   | ゲーム『SHOW BY ROCK!!』関連曲                                                                                |
| 11月23日 | ジャスタウェイク                                                                        | ARCAREAFACT［チタン（小林裕介）］ | 「ジャスタウェイク」                                                                               | テレビアニメ『SHOW BY ROCK!!#』挿入歌                                                                         |
| 11月23日 | ジャスタウェイク                                                                        | ARCAREAFACT［チタン（小林裕介）］ | 「イッツノットオーヴァー」                                                                         | テレビアニメ『SHOW BY ROCK!!#』関連曲                                                                         |
| 11月23日 | この美術部には問題がある！ BD・DVD第3巻 キャラクターソングCD vol.1                      | 内巻すばる（小林裕介） | 「2-jigen妄想」                                                                                    | テレビアニメ『この美術部には問題がある！』関連曲                                                              |
| 2017年   |                                                                                         | | | |
| 2月1日   | Witch Craft Works THE BEST 〜日本語盤〜                                                 | 多華宮仄（小林裕介）、白姫エヴァーミリオン（能登麻美子） | 「LA FLAMME BLANCHE」                                                                              | テレビアニメ『ウィッチクラフトワークス』関連曲                                                                |
| 2月22日  | SHOW BY ROCK!!# BD 第3巻特装限定版 完全新作スペシャルCD                                 | チタン（小林裕介）、オリオン（八代拓） | 「スピンナウト」                                                                                   | テレビアニメ『SHOW BY ROCK!!#』関連曲                                                                         |
| 3月22日  | glace                                                                                   | Alchemist | 「Never Over」 「電脳マトリクス」 「悲しい雨」                                                     | ゲーム『アイ★チュウ』関連曲                                                                                   |
| 9月20日  | ARCAREAFACT 1st Mini album「エンブレム」                                                | ARCAREAFACT［チタン（小林裕介）］ | 「マイラスファイ」 「エンブレム」 「アンノウン」 「ブレイカウェイ」 「エルプライド」               | ゲーム『SHOW BY ROCK!!』関連曲                                                                                |
| 2018年   |                                                                                         | | | |
| 2月21日  | 続『刀剣乱舞-花丸-』歌詠集 其の七                                                       | 前田藤四郎（入江玲於奈）、鯰尾藤四郎（斉藤壮馬）、薬研藤四郎（山下誠一郎）、五虎退（粕谷雄太）、秋田藤四郎（山谷祥生）、乱藤四郎（山本和臣）、平野藤四郎（浅利遼太）、骨喰藤四郎（鈴木裕斗）、厚藤四郎（山下大輝）、博多藤四郎（大須賀純）、一期一振（田丸篤志）、後藤藤四郎（村田太志）、信濃藤四郎（小林裕介）、包丁藤四郎（宮田幸季）                           | 「鈴生り時にて」                                                                                   | テレビアニメ『続 刀剣乱舞-花丸-』エンディングテーマ                                                           |
| 2月23日  | VAZZROCK bi-colorシリーズ1 眞宮孝明-amethyst-                                           | 眞宮孝明（新垣樽助）、吉良凰香（小林裕介） | 「TRICK TRAP TRICK」                                                                               | キャラクターCD『VAZZROCK』関連曲                                                                              |
| 3月23日  | 妹さえいればいい。 Blu-ray BOX 下巻特典CD                                               | 羽島伊月（小林裕介）、不破春斗（日野聡） | 「果てなき挑戦者たち」                                                                             | テレビアニメ『妹さえいればいい。』関連曲                                                                      |
| 3月28日  | 続『刀剣乱舞-花丸-』歌詠集 其の十一                                                     | 大和守安定（市来光弘）、加州清光（増田俊樹）、信濃藤四郎（小林裕介）、包丁藤四郎（宮田幸季）、物吉貞宗（小野賢章）、亀甲貞宗（山中真尋）、千子村正（諏訪部順一）、大包平（小野友樹） | 「花丸印の日のもとで ver.11」                                                                      | テレビアニメ『続 刀剣乱舞-花丸-』オープニングテーマ                                                           |
| 3月30日  | VAZZROCK bi-colorシリーズ2 吉良凰香-pearl-                                              | 吉良凰香（小林裕介） | 「君ノ花」                                                                                         | キャラクターCD『VAZZROCK』関連曲                                                                              |
| 3月30日  | VAZZROCK bi-colorシリーズ2 吉良凰香-pearl-                                              | 吉良凰香（小林裕介）、築二葉（白井悠介） | 「rainy rain days」                                                                                | キャラクターCD『VAZZROCK』関連曲                                                                              |
| 4月4日   | fleur                                                                                   | Alchemist | 「SAVIOR」 「We are I★CHU!」                                                                       | ゲーム『アイ★チュウ』関連曲                                                                                   |
| 4月27日  | VAZZROCK ユニットソング1 VAZZY vol.1 -始動-                                             | VAZZY | 「VAZZY」 「激奏D.I.V.E」 「Warmth」                                                               | キャラクターCD『VAZZROCK』関連曲                                                                              |
| 8月15日  | Touch You                                                                               | 私立モリモーリ学園 性春♡男子s | 「Touch You」                                                                                      | OVA『ヤリチン☆ビッチ部』主題歌                                                                                |
| 8月15日  | Touch You                                                                               | 遠野高志（小林裕介） | 「Touch You」                                                                                      | OVA『ヤリチン☆ビッチ部』関連曲                                                                                |
| 8月29日  | ENDLESS!!!!                                                                             | SHOWBYROCK!! Family | 「Eternal Unity-明日へのメロディ-」                                                                | ゲーム『SHOW BY ROCK!!』関連曲                                                                                |
| 9月26日  | TAKE A DREAM!!                                                                          | 三毛門紫音（蒼井翔太）、花房柳（古川慎）、浅霧巳影（立花慎之介）、柴咲真也（山口智広）、白華時雨（小林裕介）、槙千鶴（土岐隼一）、志部谷幽（畠中祐）、牛若湊（中島ヨシキ） | 「ゆめの世界へようこそ」                                                                           | ゲーム『DREAM!ing』関連曲                                                                                     |
| 10月17日 | ヤリチン☆ビッチ部 キャラクターソングシリーズ ちぇりー味                                 | 遠野高志（小林裕介） | 「イケナイ♡ラブ」                                                                                  | OVA『ヤリチン☆ビッチ部』関連曲                                                                                |
| 11月21日 | DUEL GIG EXTRA                                                                          | 藤堂美郷（小林裕介） | 「Go for it!」                                                                                     | ゲーム『バンドやろうぜ!』関連曲                                                                               |
| 12月19日 | アイ★チュウ 〜I★Chu Award 2018ミニアルバム〜                                            | 夜鶴黒羽（小林裕介） | 「…& ALL!!」                                                                                       | ゲーム『アイ★チュウ』関連曲                                                                                   |
| 2019年   |                                                                                         | | | |
| 3月27日  | BLACK OUT/HAPPY ENTERTAINER 〜ゆめライブCD 黒寮VS白寮〜                                 | 虎澤一生（深町寿成）、浅霧巳影（立花慎之介）、花房柳（古川慎）、三毛門紫音（蒼井翔太）、柴咲真也（山口智広）、白華時雨（小林裕介） | 「HAPPY ENTERTAINER」                                                                              | ゲーム『DREAM!ing』関連曲                                                                                     |
| 3月27日  | BLACK OUT/HAPPY ENTERTAINER 〜ゆめライブCD 黒寮VS白寮〜                                 | 望月悠馬（島﨑信長）、花房柳（古川慎）、新兎千里（花江夏樹）、獅子丸孝臣（内田雄馬）、針宮藤次（豊永利行）、三毛門紫音（蒼井翔太）、虎澤一生（深町寿成）、浅霧巳影（立花慎之介）、柴咲真也（山口智広）、白華時雨（小林裕介）、竜ヶ崎仁（武内駿輔）、槙千鶴（土岐隼一）、志部谷幽（畠中祐）、牛若湊（中島ヨシキ）、久磨凛太朗（柿原徹也）、ビアンキ由仁（天野七瑠） | 「TAKE A DREAM!!（特進生集合Ver.）」                                                               | ゲーム『DREAM!ing』関連曲                                                                                     |
| 3月29日  | 星屑インビテーション                                                                    | RGB-Trinity | 「星屑インビテーション」 「RGB」                                                                   | キャラクターCD『キラボシチューン』関連曲                                                                      |
| 5月29日  | 異世界かるてっと/異世界ガールズ♡トーク                                                  | アインズ（日野聡）、カズマ（福島潤）、スバル（小林裕介）、ターニャ（悠木碧） | 「異世界かるてっと」                                                                               | テレビアニメ『異世界かるてっと』オープニングテーマ                                                            |
| 5月31日  | VAZZROCK play of colorシリーズ2 be lived forwards.                                      | 吉良凰香（小林裕介）、白瀬優馬（堀江瞬）、名積ルカ（河本啓佑） | 「WONDER LAND!!」 「Tsukuyomi」                                                                    | キャラクターCD『VAZZROCK』関連曲                                                                              |
| 7月26日  | VAZZROCK bi-colorシリーズ2ndシーズン2 小野田翔-diamond×pearl-                           | 小野田翔（菊池幸利）、吉良凰香（小林裕介） | 「雨垂れ」                                                                                         | キャラクターCD『VAZZROCK』関連曲                                                                              |
| 8月30日  | VAZZROCK bi-colorシリーズ2ndシーズン3 吉良凰香-pearl×sapphire-                          | 吉良凰香（小林裕介） | 「VACHI×VACHI」                                                                                    | キャラクターCD『VAZZROCK』関連曲                                                                              |
| 8月30日  | VAZZROCK bi-colorシリーズ2ndシーズン3 吉良凰香-pearl×sapphire-                          | 吉良凰香（小林裕介）、久慈川悠人（長谷川芳明） | 「Breakthrough」                                                                                   | キャラクターCD『VAZZROCK』関連曲                                                                              |
| 12月18日 | SHOW BY ROCK!! BEST Vol.3                                                               | ARCAREAFACT［チタン（小林裕介）］ | 「アドレイション」                                                                                 | ゲーム『SHOW BY ROCK!!』関連曲                                                                                |
| 2020年   |                                                                                         | | | |
| 1月22日  | イこうぜ☆パラダイス/ハナビラ音頭                                                        | スタンク（間島淳司）、ゼル（小林裕介）、クリムヴェール（富田美憂） | 「イこうぜ☆パラダイス」                                                                            | テレビアニメ『異種族レビュアーズ』オープニングテーマ                                                          |
| 1月22日  | イこうぜ☆パラダイス/ハナビラ音頭                                                        | スタンク（間島淳司）、ゼル（小林裕介）、クリムヴェール（富田美憂） | 「ハナビラ音頭」                                                                                   | テレビアニメ『異種族レビュアーズ』エンディングテーマ                                                          |
| 1月31日  | RGB-Trinity VS 紅一天                                                                   | RGB-Trinity | 「HEART BANDIT」                                                                                   | キャラクターCD『キラボシチューン』関連曲                                                                      |
| 2月5日   | 異世界ショータイム/ポンコツ！異世界シアター                                             | アインズ（日野聡）、カズマ（福島潤）、スバル（小林裕介）、ターニャ（悠木碧） | 「異世界ショータイム」                                                                             | テレビアニメ『異世界かるてっと2』オープニングテーマ                                                           |
| 2月12日  | Paradox Live Opening Show                                                               | cozmez | 「Where They At」                                                                                  | キャラクターCD『Paradox Live』関連曲                                                                          |
| 3月31日  | Paradox Live Stage Battle "DESIRE"                                                      | cozmez | 「Get it」                                                                                         | キャラクターCD『Paradox Live』関連曲                                                                          |
| 7月29日  | DREAM!ing DREAM!ing ゆめライブCD side WHITE                                             | 柴咲真也（山口智広）、白華時雨（小林裕介） | 「涙雨」                                                                                           | ゲーム『DREAM!ing』関連曲                                                                                     |
| 8月26日  | 未来DICE!!                                                                              | Noir*20 | 「未来DICE!!」                                                                                     | ゲーム『アイ★チュウ Étoile Stage』第2部主題歌                                                                 |
| 8月28日  | VAZZROCK COLORシリーズ [-BLUE-] Once in a blue moon                                     | VAZZY | 「絆の鳥」                                                                                         | キャラクターCD『VAZZROCK』関連曲                                                                              |
| 8月28日  | VAZZROCK COLORシリーズ [-BLUE-] Once in a blue moon                                     | 眞宮孝明（新垣樽助）、吉良凰香（小林裕介）、白瀬優馬（堀江瞬） | 「揺れていたいよ」                                                                                 | キャラクターCD『VAZZROCK』関連曲                                                                              |
| 9月2日   | Paradox Live Stage Battle "FAMILY"                                                      | cozmez | 「This Is My Love」                                                                                | キャラクターCD『Paradox Live』関連曲                                                                          |
| 9月25日  | VAZZROCK ユニットソング3 VAZZY vol.2 -The adventure begins here.-                       | VAZZY | 「WELCOME TO THE NEW WORLD」 「Bottom of the water」 「everybody say"xxx"」                        | キャラクターCD『VAZZROCK』関連曲                                                                              |
| 10月2日  | Rush!                                                                                   | 一色 虎雄（濱健人）、 十郷 理（古川慎） 、百瀬 かすみ（上村祐翔） 、千堂 勝利（増田俊樹） 、万智 綾太（小林裕介） | 「Rush!」                                                                                          | ゲーム『アニドルカラーズ』関連曲                                                                              |
| 10月2日  | Rush!                                                                                   | 万智 綾太（小林裕介） | 「Rush!」                                                                                          | ゲーム『アニドルカラーズ』関連曲                                                                              |
| 11月25日 | Paradox Live Exhibition Show                                                            | cozmez | 「Back Off」                                                                                       | キャラクターCD『Paradox Live』関連曲                                                                          |
| 11月25日 | Paradox Live Exhibition Show -cozmez-                                                   | cozmez feat. SKY-HI | 「Good Time」                                                                                      | キャラクターCD『Paradox Live』関連曲                                                                          |
| 12月23日 | OUVERTURE 初回限定盤                                                                    | アイチュウリーダーズ | 「マジカル LOVE ポーション！」                                                                     | ゲーム『アイ★チュウ Étoile Stage』関連曲                                                                      |
| 12月25日 | VAZZROCK COLORシリーズ [-YELLOW-] Yellow belly                                          | VAZZY | 「MUSIC GEM」                                                                                      | キャラクターCD『VAZZROCK』関連曲                                                                              |
| 2021年   |                                                                                         | | | |
| 1月13日  | GO!GO!細胞フェスタ                                                                      | 赤血球（花澤香菜）、白血球（前野智昭）、キラーT細胞/メモリーT細胞（小野大輔）、マクロファージ（井上喜久子）、一般細胞（小林裕介）、乳酸菌（吉田有里） | 「GO!GO!細胞フェスタ」                                                                             | テレビアニメ『はたらく細胞!!』オープニングテーマ                                                              |
| 1月27日  | Paradox Live Stage Battle "LOVE"                                                        | cozmez | 「Ain't No Love」                                                                                  | キャラクターCD『Paradox Live』関連曲                                                                          |
| 3月5日   | 七人の妖                                                                                | めいてぃむ（上村祐翔）、狗天（梅原裕一郎）、黒木天子（河本啓佑）、幽（小林裕介）、しろー（白井悠介）、ぽんたろ（本城雄太郎）、ちぇるた（山本和臣） | 「７人の妖」                                                                                       | キャラクターCD『七人の妖』関連曲                                                                              |
| 3月25日  | アノカナタリウム（TV edit）                                                             | SHOWBYROCK!!STARS! | 「アノカナタリウム（TV edit）」                                                                    | テレビアニメ『SHOW BY ROCK!! STARS!!』挿入歌                                                                  |
| 3月31日  | Paradox Live 1st album "TRAP"                                                           | cozmez | 「Runnin'」                                                                                        | キャラクターCD『Paradox Live』関連曲                                                                          |
| 3月31日  | Paradox Live 1st album "TRAP"                                                           | BAE、The Cat's Whiskers、cozmez、悪漢奴等 | 「Rap Guerrilla -Paradox Live All ARTISTS-」                                                       | キャラクターCD『Paradox Live』関連曲                                                                          |
| 4月7日   | TVアニメ「SHOW BY ROCK!!STARS!!」挿入歌ミニアルバム Vol.2                               | ARCAREAFACT［チタン（小林裕介）］ | 「パステージ」                                                                                     | テレビアニメ『SHOW BY ROCK!! STARS!!』挿入歌                                                                  |
| 4月21日  | SHOW BY ROCK!! BEST Vol.4                                                               | ARCAREAFACT［チタン（小林裕介）］ | 「ユアウィスパー」                                                                                 | ゲーム『SHOW BY ROCK!! Fes A Live』関連曲                                                                     |
| 5月19日  | SHOW BY ROCK!! STARS!! BD第2巻特典CD                                                    | ヤス（伊東健人）、チタン（小林裕介）、リカオ（古川慎） | 「GANARE」                                                                                         | テレビアニメ『SHOW BY ROCK!! STARS!!』関連曲                                                                  |
| 5月28日  | VAZZROCK LIVE 2020 特典CD                                                               | VAZZY、ROCK DOWN | 「Dear Dreamer,」                                                                                  | キャラクターCD『VAZZROCK』関連曲                                                                              |
| 5月28日  | VAZZROCK LIVE 2020 アニメイト、ステラワース、ツキプロオンラインショップ共通特典CD       | VAZZY | 「Dear Dreamer,」                                                                                  | キャラクターCD『VAZZROCK』関連曲                                                                              |
| 6月25日  | VAZZROCK bi-colorシリーズ3rdシーズン4 吉良凰香-pearl×peridot- 笑うキミ                  | 吉良凰香（小林裕介） | 「Strict Proof」                                                                                   | キャラクターCD『VAZZROCK』関連曲                                                                              |
| 6月25日  | VAZZROCK bi-colorシリーズ3rdシーズン4 吉良凰香-pearl×peridot- 笑うキミ                  | 吉良凰香（小林裕介）、白瀬優馬（堀江瞬） | 「キミを見つめて」                                                                                 | キャラクターCD『VAZZROCK』関連曲                                                                              |
| 7月21日  | Paradox Live 2nd album "LIVE"                                                           | cozmez | 「Better Dayz」                                                                                    | キャラクターCD『Paradox Live』関連曲                                                                          |
| 7月28日  | ヘタリア World★Stars BD・DVD特典CD                                                      | チェコ(諸星すみれ)、スロバキア(小林裕介) | 「ハイフン?ノットハイフン?」                                                                       | アニメ「ヘタリア World★Stars」関連曲                                                                          |
| 9月24日  | VAZZROCK bi-colorシリーズ3rdシーズン7 立花 歩-aquamarine×pearl- ないものねだり          | 立花歩（坂泰斗）、吉良凰香（小林裕介） | 「人生桜花」                                                                                       | キャラクターCD『VAZZROCK』関連曲                                                                              |
| 10月27日 | Paradox Live Shuffle Team Show vol.2                                                    | SUZAKU & KANATA | 「The Sound Of Voltage」                                                                           | キャラクターCD『Paradox Live』関連曲                                                                          |
| 10月27日 | Paradox Live Shuffle Team Show vol.2                                                    | 48 & cozmez | 「Rats & Nobles」                                                                                  | キャラクターCD『Paradox Live』関連曲                                                                          |
| 10月29日 | VAZZROCK ユニットソング5 VAZZY vol.3 -全米が泣いた-                                     | VAZZY | 「Wanna Dance」 「What should I do?」 「Hello! 君と僕の歌」                                        | キャラクターCD『VAZZROCK』関連曲                                                                              |
| 2022年   |                                                                                         | | | |
| 3月30日  | Paradox Live Opening Show-Road to Legend-                                               | cozmez | 「Takin' Over」                                                                                    | キャラクターCD『Paradox Live』関連曲                                                                          |
| 7月29日  | VAZZROCK bi-colorシリーズ4thシーズン1 眞宮孝明×吉良凰香-amethyst×pearl- Present for You | 吉良凰香（小林裕介） | 「Dearest heart」                                                                                  | キャラクターCD『VAZZROCK』関連曲                                                                              |
| 7月29日  | VAZZROCK bi-colorシリーズ4thシーズン1 眞宮孝明×吉良凰香-amethyst×pearl- Present for You | 眞宮孝明（新垣樽助）、吉良凰香（小林裕介） | 「DOGFIGHT」 「Meteor」                                                                            | キャラクターCD『VAZZROCK』関連曲                                                                              |
| 8月16日  | まんまる名探偵◯                                                                         | ダリオ・イエローハート （小林裕介）、 コマリ（小林裕介） | 「まんまる名探偵◯」                                                                                | キャラクターCD『THE MARBLE LITTLES』関連曲                                                                    |
| 8月26日  | フラグルーツ                                                                            | ARCAREAFACT［チタン（小林裕介）］ | 「フラグルーツ」                                                                                   | ゲーム『SHOW BY ROCK!! Fes A Live』関連曲                                                                     |
| 8月31日  | Paradox Live -Road to Legend- Round1 “RAGE"                                             | cozmez | 「Hit em up」                                                                                      | キャラクターCD『Paradox Live』関連曲                                                                          |
| 10月7日  | VAZZROCK THE ANIMATION OP「Fly High」                                                   | VAZZY | 「Fly High」                                                                                       | テレビアニメ『VAZZROCK THE ANIMATION』主題歌                                                                  |
| 10月28日 | VAZZROCK THE ANIMATION エンディングテーマCD vol.1                                       | 吉良凰香（小林裕介） | 「Blinding lights」                                                                                | テレビアニメ『VAZZROCK THE ANIMATION』エンディングテーマ                                                      |
| 12月30日 | 月花神楽                                                                                | VAZZY | 「月花神楽 -桔梗-」                                                                                | キャラクターCD『VAZZROCK』関連曲                                                                              |
| 12月31日 | believe in the light                                                                    | アズール(ゆかな)、ゴルディ(中島愛)、フェラール(小林裕介) | 「believe in the light」                                                                           | ゲーム『白夜極光』関連曲                                                                                      |
| 2023年   |                                                                                         | | | |
| 2月1日   | Paradox Live -Road to Legend- Consolation Match"SHOWDOWN"                               | BAE、The Cat's Whiskers、cozmez、悪漢奴等、1Nm8、AMPRULE、VISTY、獄Luck、武雷管 | 「Rap Guerrilla Reload -Paradox Live All ARTISTS-」                                                | キャラクターCD『Paradox Live』関連曲                                                                          |
| 3月22日  | TV ツルネ －つながりの一射－ オリジナルサウンドトラック                                 | 佐瀬大悟（宮崎遊）、藤原愁（小野賢章）、本村宏樹（寺島拓篤）、菅原千一（小林裕介）、菅原万次（天﨑滉平） | 「ぷりむろーど！」                                                                                 | テレビアニメ『ツルネ』関連曲                                                                                  |
| 6月28日  | Paradox Live -Road to Legend- Round2 “TRUST"                                            | cozmez | 「Trust Nobody」                                                                                   | キャラクターCD『Paradox Live』関連曲                                                                          |
| 7月14日  | Babylon-Nova Anthem                                                                     | Babylon-Nova | 「Babylon-Nova Anthem」                                                                            | 『JAMROCK』関連曲                                                                                             |
| 7月14日  | Money!Money!Money!                                                                      | 豹堂杢児（堂島颯人）、宝来清麿（小林裕介） | 「Money!Money!Money!」                                                                             | 『JAMROCK』関連曲                                                                                             |
| 7月28日  | VAZZROCK THE ANIMATION 第7巻 特典CD                                                     | VAZZY、ROCK DOWN | 「I can’t stop dancing!」                                                                          | テレビアニメ『VAZZROCK THE ANIMATION』エンディングテーマ                                                      |
| 8月23日  | HELIOS Rising Heroes Sing in the darkness 主題歌「FACTS ERROR/dawn light」              | セイジ・スカイフォール（小林裕介） | 「FACTS ERROR」                                                                                    | ゲーム『HELIOS Rising Heroes』主題歌                                                                          |
| 8月23日  | HELIOS Rising Heroes Sing in the darkness 主題歌「FACTS ERROR/dawn light」              | セイジ・スカイフォール（小林裕介）、ニコ（堀江瞬）、ジュード・アレス（鈴木崚汰）、ビアンキ・ロウ（田丸篤志） | 「dawn light」                                                                                     | ゲーム『HELIOS Rising Heroes』主題歌                                                                          |
| 10月18日 | Paradox Live -Road to Legend- FINAL"REVOLUTION"                                         | cozmez | 「Two Crowns」                                                                                     | キャラクターCD『Paradox Live』関連曲                                                                          |
| 11月22日 | TV Paradox Live THE ANIMATION OP「RISE UP」                                             | BAE、The Cat's Whiskers、cozmez、悪漢奴等 | 「RISE UP」                                                                                        | テレビアニメ『Paradox Live THE ANIMATION』オープニングテーマ                                                  |
| 2024年   |                                                                                         | | | |
| 1月26日  | VAZZROCK ユニットソング7 VAZZY vol.4 -Ambiguous future-                                 | VAZZY | 「Battle Cry」 「四季彩」 「Want&Love」                                                            | キャラクターCD『VAZZROCK』関連曲                                                                              |
| 3月27日  | Paradox Live 3rd album "ANTHEM"                                                         | cozmez | 「Make it」                                                                                        | キャラクターCD『Paradox Live』関連曲                                                                          |
| 3月27日  | 金色のコルダ スターライトオーケストラ VOCAL COLLECTION Ⅱ                                | 宇賀神七瀬（小林裕介） | 「GOD」                                                                                            | ゲーム『金色のコルダ スターライトオーケストラ』関連曲                                                         |
| 4月12日  | 俺、テストに出ます。                                                                    | WITHPER | 「俺、テストに出ます。」                                                                           | 『補講男子』主題歌                                                                                            |
| 8月5日   | 俺たち男子！                                                                            | WITHPER | 「俺たち男子！」                                                                                   | 『補講男子』主題歌                                                                                            |
| 8月19日  | ブレイクマイケース パーソナルソング・コンピレーション Vol.3                             | 恩田灯世（小林裕介） | 「硝煙」                                                                                           | ゲーム『ブレイクマイケース』関連曲                                                                            |
| 10月23日 | Paradox Live Opening Show -Battle of Unity- Unit R                                      | cozmez | 「We gotta go」                                                                                    | キャラクターCD『Paradox Live』関連曲                                                                          |
| 10月23日 | キャラクターソングシリーズ ～参考歌～Vol.1                                              | 藤代晴仁（小林裕介） | 「【】に入る言葉を文章中から三文字で抜き出しなさい」                                               | 『補講男子』関連曲                                                                                            |
| 2025年   |                                                                                         | | | |
| 7月28日  | ドラマチックLOVE -キンパラ Special Session ver.-                                        | 一条シン（寺島惇太）、香賀美タイガ（畠中祐）、十王院カケル（八代拓）、鷹梁ミナト（五十嵐雅）、朱雀野アレン（梶原岳人）、矢戸乃上珂波汰（小林裕介）、大和憧吾（中島ヨシキ）、犬飼憂人（古川慎） | 「ドラマチックLOVE -キンパラ Special Session ver.-」                                               | 劇場アニメ『KING OF PRISM-Your Endless Call-み〜んなきらめけ!プリズム☆ツアーズ』関連曲 『Paradox Live』関連曲 |

### その他参加作品
| 発売日        | 商品名                                                    | 歌       | 楽曲                | 備考                                                       |
| ------------- | --------------------------------------------------------- | -------- | ------------------- | ---------------------------------------------------------- |
| 2019年4月17日 | TVアニメ「臨死!!江古田ちゃん」エンディングテーマ曲・第9話 | 小林裕介 | 「恋が始まらNight」 | テレビアニメ『臨死!!江古田ちゃん』エンディングテーマ       |
| 2024年5月29日 | CrosSing Collection vol.4                                 | 小林裕介 | 「Realize」         | カバーソングプロジェクト『CrosSing - Music＆Voice-』関連曲 |